# New Jersey Transit
La New Jersey Transit Company (NJ Transit) est un réseau de transport en commun qui opère principalement dans l'État du New Jersey, ainsi que dans le comté d'Orange et le comté de Rockland situés dans l'État de New York.
La NJ Transit gère les bus, les métros légers celui de Hudson-Bergen, ainsi que les trains de banlieue dans tout le New Jersey, en reliant les principales agglomérations à l'intérieur de l'État, mais aussi avec les villes voisines de New York et de Philadelphie. Tous les trains de banlieue de la NJ Transit, à l'exception de l'Atlantic City Line (Atlantic City/Philadelphie) passent par Pennsylvania Station, à Manhattan, ou par Hoboken, dans le New Jersey. Depuis Penn Station, de nombreux métros desservent ensuite toute la ville de New York. En outre, la plupart des bus de banlieue de la NJ Transit rejoignent le Port Authority Bus Terminal, près de la 42e rue.